# Santa Eulària des Riu
Santa Eulària des Riu (hiszp. Santa Eulalia del Río)  – miasto w Hiszpanii, we wspólnocie autonomicznej Baleary, na Ibizie. W 2007 liczyło 28 361 mieszkańców.